# Beerst
Beerst is een dorp in de Belgische provincie West-Vlaanderen. Het was een zelfstandige gemeente tot het op 1 januari 1977 een deelgemeente werd van de stad Diksmuide.
Beerst ligt aan de IJzer en de Handzamevaart, gedeeltelijk in de West-Vlaamse Zeepolders en gedeeltelijk in Zandig Vlaanderen. In de 7de eeuw lag Beerst aan zee, sommige bronnen vermelden de naam 'Beerst' dan al.

## Geschiedenis
Beerst werd voor het eerst schriftelijk vermeld in 1161, als Berst. In 1274 werd de parochie van Beerst afgesplitst van die van Vladslo, en het patronaatsrecht bleef in bezit van de Sint-Pietersabdij te Gent. Beerst had het recht verkregen om laken te weven, wat de lakennijverheid tot bloei bracht, maar in 1384 werd dit recht ingetrokken.
Op 18 juni 1489, tijdens de Vlaamse Opstand tegen Maximiliaan, vond een veldslag plaats bij het Hospitaal. Deze staat bekend als de Slag bij Beerstbrugge en leverde een overwinning op voor Maximiliaan.
In 1578 bleek de reformatie een sterke aanhang in Beerst te hebben, en er was zelfs een predikant, Fons Snouchaert. In latere jaren brandde de kerk af, tijdens de godsdiensttwisten.
In 1769-1770 kwam de Wijnendalestraat tot stand, een kaarsrechte weg van Beerst naar Wijnendale.
In 1837 kwamen de Zusters Apostolinnen naar Beerst, waar ze een klooster en een meisjesschool stichtten.
Tijdens de Eerste Wereldoorlog werd Beerst volledig verwoest. Zo vond er, in het najaar van 1914, de Slag van Beerst-Blote plaats. Op 16 oktober 1918 werd Beerst bevrijd.
De Tweede Wereldoorlog eindigde voor Beerst met de bevrijding op 2 september 1944.
Beerst fusioneerde in 1971 met de toenmalige gemeente Keiem. Het gemeentehuis stond in de Wijnendalestraat. Beerst verloor zijn zelfstandigheid in 1977 toen het net als Keiem een deelgemeente werd van Diksmuide.

## Natuur en landschap
De kom van Beerst ligt op een zandrug, op een hoogte van ongeveer 7 meter. Een groot deel van het grondgebied wordt ingenomen door vlak polderland, behorende tot de IJzervlakte. In het zuiden loopt de Handzamevaart en het Zijdelinggeleed (ook: Vladslovaart). Het gebied ten oosten van de kom behoort tot Zandig Vlaanderen en heeft een hoogte tot ongeveer 10 meter.

## Bezienswaardigheden
- De Sint-Wandregesiluskerk (Beerst), die gebouwd was in neogotische stijl, werd net na de Eerste Wereldoorlog heropgebouwd volgens het model van de kerk die in 1915 volledig werd afgebrand. De kerk vóór 1915 stamde af uit de 17de eeuw. De architect van deze kerk was Gédéon de Backere.
- Het Neerhof, voormalige weverij, nu plek voor plattelandstoerisme.

## Demografie

### Demografische ontwikkeling voor de fusie
Opm:1831 t/m 1970=volkstellingen op 31 december

### Demografische ontwikkeling van de fusiegemeente
Alle historische gegevens hebben betrekking op de voormalige gemeente zoals ontstaan na de fusie met Keiem op 1 januari 1971.
- Bronnen:NIS, Opm:1831 tot en met 1970=volkstellingen; 1976 = inwoneraantal op 31 december

## Politiek

### Burgemeesters (1920-1977)
- 1919-1921: Oscar Coene (dienstdoend)
- 1921-1939: Cyriel Avereyn
- 1939-1941: Hippoliet Depuydt
- 1942-1944: August Osaer (oorlogsburgemeester)
- 1944-1947: Hippoliet Depuydt
- 1947-1957: Albert Desanghere
- 1958-1958: Hippoliet Depuydt
- 1959-1971: Michel Blanckaert[bron?]
- 1971-1977: Robrecht Sanders[bron?]

### Gemeentesecretarissen
- 1901-1943: Germain Rabaut
- 1943-1963: Albert Beyts
- 0000-0000: Frans Vermeulen

### Gemeenteontvangers
- 1885-1926: Alfons Desnick
- 1926-1950: Albert Biervliet

## Religieuzen
In Beerst waren de volgende kloostergemeenschappen werkzaam:
- 1859-1939: congregatie zusters Apostolinnen van Brugge
- 1940-1954: congregatie zusters H.Vincentius van Vladslo
- 1955-1976: congregatie zusters der HH.-Harten van Vladslo

## Nabijgelegen kernen
Diksmuide, Keiem, Vladslo
Deelgemeenten: Beerst · Diksmuide · Esen · Kaaskerke · Keiem · Lampernisse · Leke · Nieuwkapelle · Oostkerke · Oudekapelle · Pervijze · Sint-Jacobskapelle · Stuivekenskerke · Vladslo · Woumen

Belgische gemeenten · Arrondissement Diksmuide · West-Vlaanderen · Vlaanderen